# Fritz Danielsson
Fritz Danielsson, född 20 maj 1893 i Örkelljunga, död 17 september 1931 i Viresjö (cirka 30 km söder om Jönköping), var en svensk ingenjör och svensk pionjär inom fotogrammetri.
Danielsson blev klar med sin ingenjörsexamen vid Kungliga Tekniska högskolan i Stockholm 1925. Han kom därefter att arbeta som förste assistent på högskolans geodetiska laboratorium. Han begärde att få bli tjänstledig för att studera fotogrammetri i Tyskland. Där studerade han ingående utveckling av specialkameror och tekniken kring fotogrammetri där Tyskland låg långt framme. Avsikten var att Danielsson efter att ha fullbordat sin doktorsavhandling skulle disputera i München under hösten 1931.
För att praktiskt prova den nya tekniken med flygfotografering i Sverige sökte han ekonomiskt stöd från Domänstyrelsen, Fonden för skogsvetenskaplig forskning med flera samt aktivt stöd från Rikets allmänna kartverk (numera Lantmäteriet) meteorologiska anstalten, Generaltullstyrelsen, flygskolkåren på Ljungbyhed, Tekniska Högskolan i Stockholm. Sommaren 1931 hyrde han en BFW M 18d med besättning från Tyskland. Flygplanet var utrustat med en fast monterad kamera i flygkroppens buk som kunde skötas av en man placerad inne i passagerarkabinen. 
Som bas för fotograferingen upplät Flygvapnet sina olika flottiljer och flygfält. I första hand gjordes en kartläggning av skogsmark i Hallands och Kronobergs län som skulle följas av Östergötland och därefter Skaraborgs län. Under en ombasering från Ljungbyhed till Malmslätt havererade flygplanet vid Viresjö. Med ombord förutom piloten var kartfotografen Franz Paul samt Danielsson och hans hustru Ruth. Samtliga ombord omkom. Mycket av Danielssons arbetsunderlag för avhandlingen och redan påbörjad flygfotografering i Sverige återfanns bland annat på haveriplatsen och kunde senare utnyttjas i den fortsatta försöksverksamheten med fotogrammetri.